# إدوارد جي. ماكديرموت
إدوارد جي. ماكديرموت هو محامي وسياسي أمريكي، ولد في 29 أكتوبر 1852 في لويفيل في الولايات المتحدة، وتوفي في 1 مايو 1926. نشط حزبياً في الحزب الديمقراطي. وقد انتخب عضو مجلس نواب كنتاكي ‏ وانتخب نائب حاكم كنتاكي ‏.